# Yakun
Yakun o Jakun, una variante del nórdico antiguo Hákon, fue un caudillo vikingo varego que se menciona en la Crónica de Néstor y en los escritos de Monasterio de las Cuevas de Kiev. La crónica cita que llegó al Rus de Kiev en el año 1024 y participó en la batalla de Listven, conflicto entre los hermanos Yaroslav I el Sabio y Mstislav de Chernígov.

## Vida
Yaroslav llegó a Novgorod y envió un ruego a Escandinavia para que le enviasen guerreros nórdicos. Yakun llegó como líder de sus varegos vistiendo ropas que estaban terjidas con hilo de oro. En otoño de 1024, Yaroslav y Yakun marcharon con sus tropas hacia Chernígov, pero Mstislav ya había sido informado de su acercamiento y los esperó en Listven.
Al anochecer, cuando la batalla ya había comenzado, una fuerte tormenta cayó sobre los combatientes. Mstislav mantenía su propio retén en los flancos, mientras había posicionado a los severianos en el centro para que se enfrentasen a los varegos. Mstislav ordenó a los severianos el ataque y tras un tiempo mientras los exhaustos varegos todavía luchaban, a la primera señal de agotamiento lanzó sus propias fuerzas para atacarles. En la oscuridad de la tormenta, sólo cuando los relámpagos hacían su aparición podían ver sus espadas, y accidentalmente se mataban entre ellos y cuando Yaroslav vio que su ejército había sido dominado ordenó la retirada. Yakun perdió sus prendas de oro durante el regreso. Yaroslav volvió a Nóvgorod, mientras Yakun regresó a su tierra y murió allí. Mstislav observó que muchos muertos eran severianos y varegos, por lo que la satisfacción fue doble al observar que nadie de su séquito había caído en combate.

## Ciego o Hermoso
En la Crónica de Néstor, Yakun es descrito como slěpъ que se puede interpretar como sь lěpъ («el hermoso») o sьlěpъ («ciego»). Omeljan Pritsak resalta que es difícil imaginar un comandante vikingo ciego aunque existen ejemplos de generales ciegos en la historia, como el dogo veneciano Enrico Dandolo. También argumenta que un comandante vikingo ciego en el siglo XI hubiera sido recordado en fuentes escandinavas.